# Рудка (Житомирская область)
Рудка (укр. Рудка) — село на Украине, основано в 1620 году, находится в Попельнянском районе Житомирской области.
Село расположено в юго-восточной части Житомирской области. Расстояние до районного центра, пгт Попельня, составляет 21 км. На восточной окраине села протекает река Ирпень. Ближайшая железнодорожная станция — Липняк, в 4 км.
Код КОАТУУ — 1824783002. Население по переписи 2001 года составляет 16 человек. Почтовый индекс — 13522. Телефонный код — 4137. Занимает площадь 0,355 км².

## Адрес местного совета
13522, Житомирская область, Попельнянский р-н, с.Кривое, ул.Ленина, 101

## Галерея

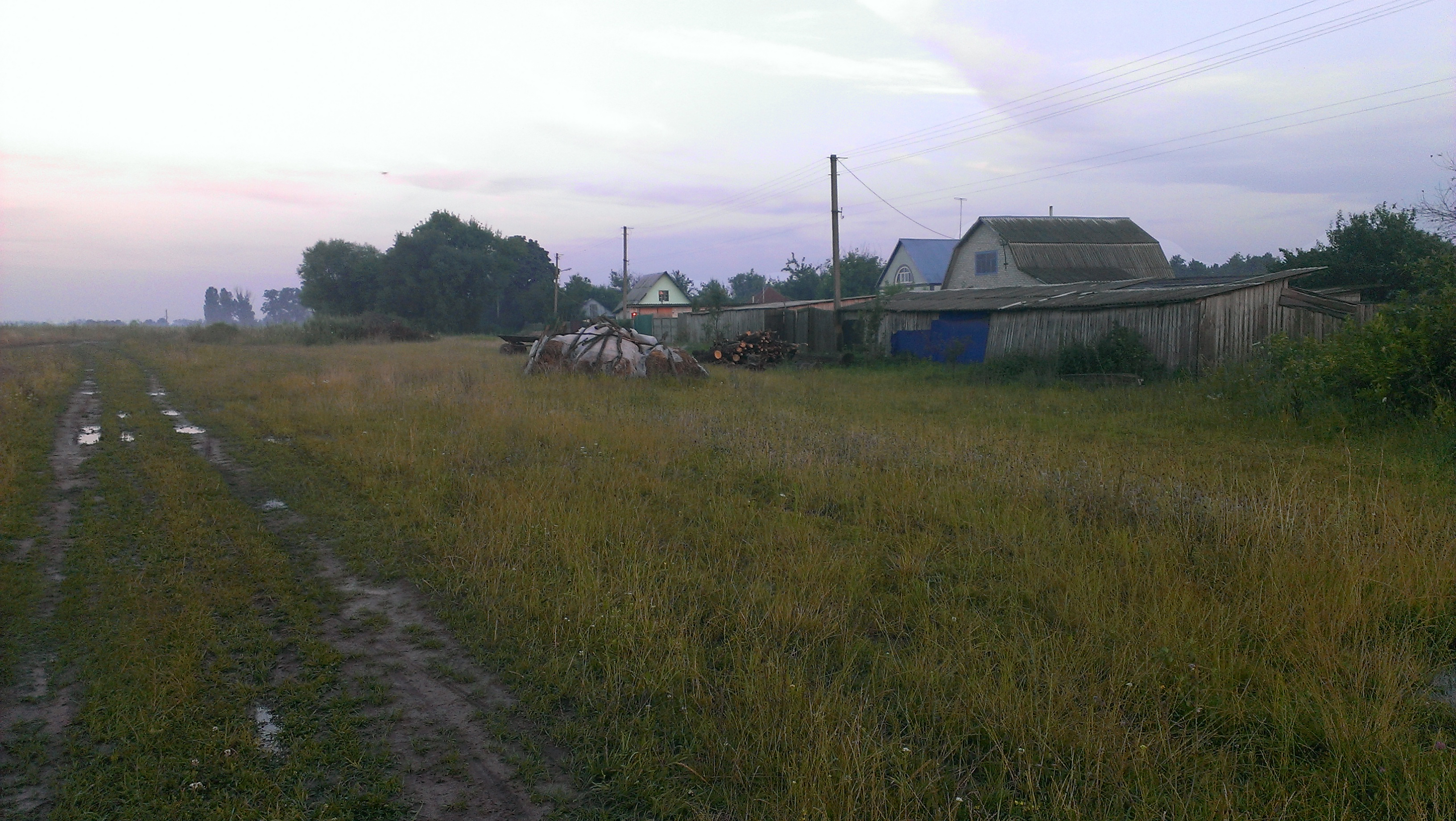
Околица села
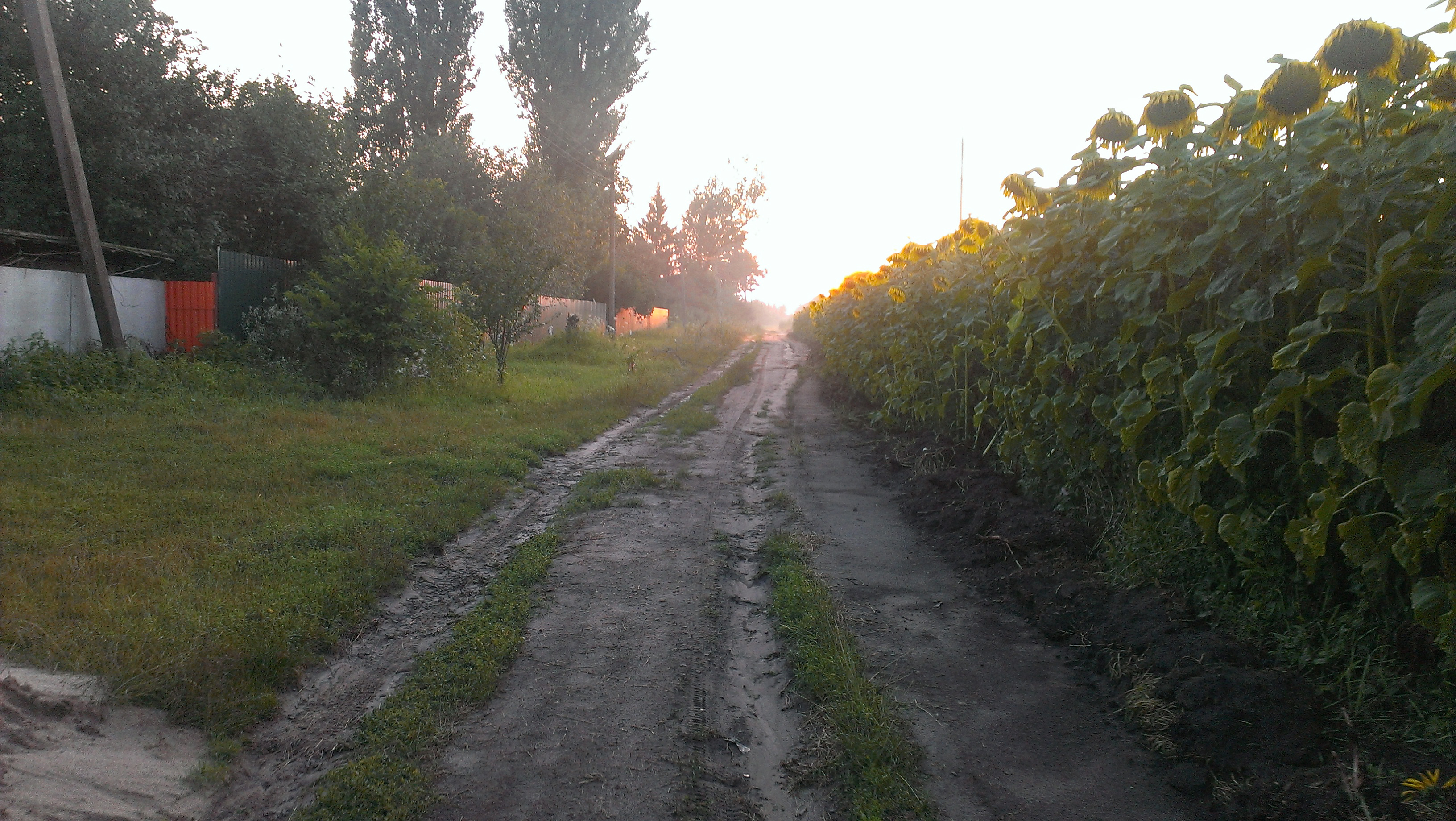
Сельская улица